# Liste der Werke von Kasimir Malewitsch

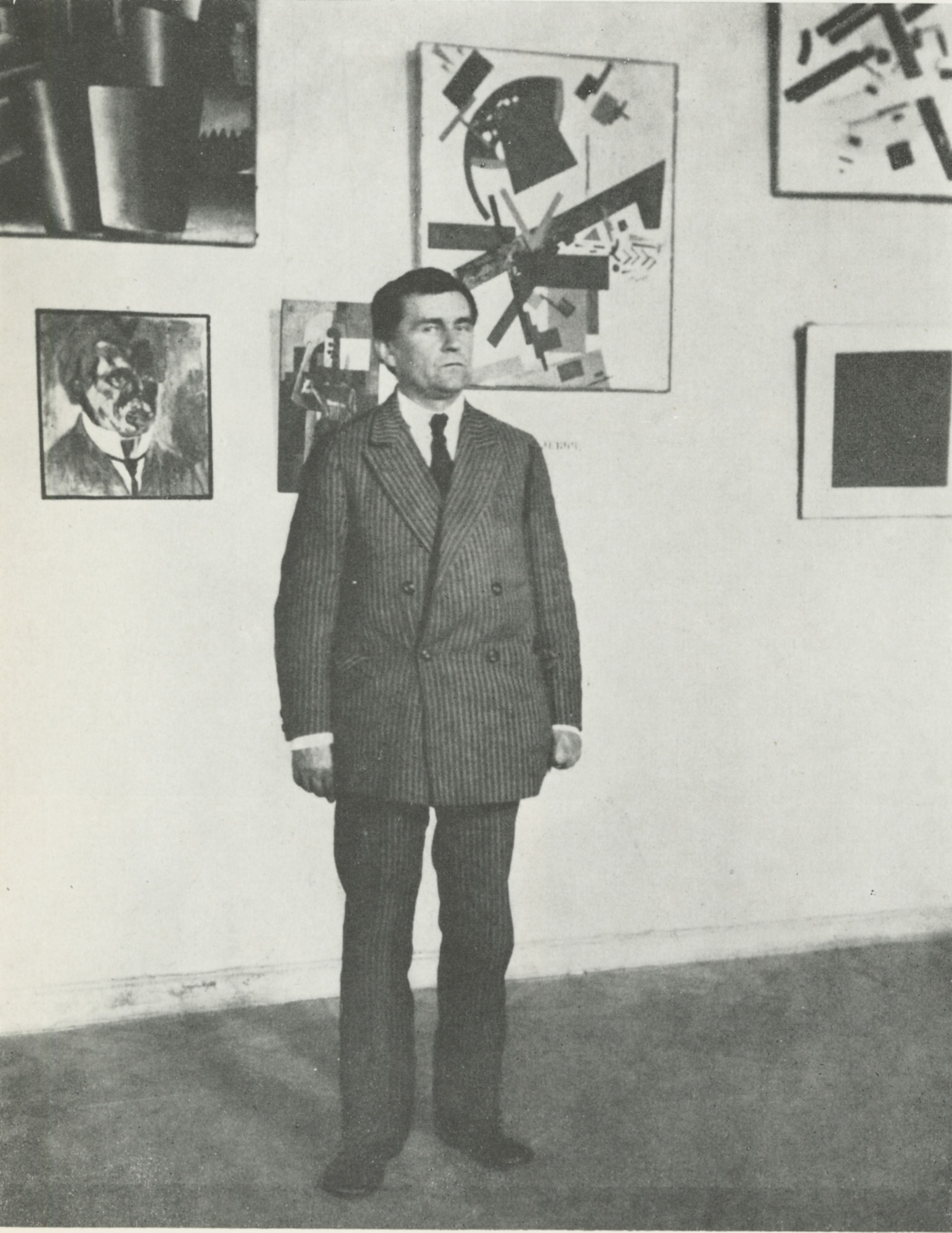
Kasimir Malewitsch vor eigenen Gemälden im Museum für Malkultur, Leningrad (1924)

Diese Liste der Werke von Kasimir Malewitsch listet alle bekannten Gemälde, Zeichnungen, Skulpturen und sonstigen bildnerischen Werke des Künstlers auf. Die Werke werden, soweit in diesem gelistet, mit der Nummer im Werkverzeichnis (Catalogue raisonné) von Andréi Nakov angegeben. 
Malewitsch hat einige seiner Gemälde im Nachhinein selbst rückdatiert. Häufig sind, besonders in älterer Literatur, diese Daten angegeben, die auf Malewitschs Datierungen (meist auf der Rückseite der Werke) basieren. Diese sind jedoch oft fehlerhaft. Alle Jahresangaben werden nach den Daten, die durch die kunsthistorische Forschung ermittelt wurden, angegeben. Ebenso hat Malewitsch verlorene oder nicht mehr in seinem Besitz befindliche Gemälde, besonders in den Zwanziger Jahren, in großen Mengen nachgemalt. Dies betrifft viele Frühwerke, die in Wirklichkeit Kopien aus den Zwanziger Jahren sind. Diese Gemälde werden jedoch, wenn sie zum Zwecke der Rekonstruktion seines Frühwerks von ihm angefertigt wurden, in dieses eingeordnet, dabei wird die Jahreszahl des eigentlichen Motives, sowie der Zeitpunkt der Ausführung angegeben.
Die Liste wurde zur besseren Übersichtlichkeit in drei Listen geteilt. Erstens die figurative (prä-suprematistische) Phase, die suprematistische Phase, und die postsuprematistische Phase. Die Liste orientiert sich am Werkverzeichnis von Andréi Nakov (2002), berücksichtigt aber auch neuere Forschungen.

## Figurative Phase
siehe Liste der Werke von Kasimir Malewitsch (Figurative Phase)
Diese Phase umfasst seine frühesten Werke von ca. 1900, seine impressionistischen, symbolistischen, kubistischen und kubofuturistischen, sowie postfuturistischen Werke.

## Suprematistische Phase
siehe Liste der Werke von Kasimir Malewitsch (Suprematistische Phase)
Die suprematistische Phase umfasst sein gesamtes suprematistisches Werk.

## Postsuprematistische Phase
siehe Liste der Werke von Kasimir Malewitsch (Postsuprematistische Phase)
Diese Phase umfasst sein gesamtes Werk nach der Rückkehr zur figurativen Malerei bis zu seinen letzten Werk vor seinem Tod 1935.